# قرد البليوسين الأولي
قرد البليوسين الأولي (تسمية ثنائية:†Propliopithecus) هو جنس منقرض من الرئيسيات يتبع فصيلة قردة البليوسين الأولية من النسناسيات نازلة الأنف.
- رتية الرئيسيات
  - دون رتبة نسناسيات نازلة الأنف
    - فوق فصيلة قريبات قردة البليوسين الأولية
      - فصيلة قردة البليوسين الأولية <[1]
        - جنس القرد المصري
          - القرد المصري الزيوكسي

        - جنس قرد الأوليغوسين
          - قرد الأوليغوسين السافاجي

        - جنس قرد البليوسين الأولي
          - قرد البليوسين الأولي الأنكلي
          - قرد البليوسين الأولي
          - قرد البليوسين الأولي الهاكلي